# Максимовка (Ивано-Франковская область)
Максимовка (укр. Максимівка) — село в Выгодской поселковой общине Калушского района Ивано-Франковской области Украины.
Население по переписи 2001 года составляло 596 человек. Занимает площадь 4.08 км². Почтовый индекс — 77562. Телефонный код — 3477.